# Magsingal
Magsingal es un municipio situado en la provincia de Ilocos Sur, en Filipinas. Según el censo de 2020, tiene una población de 31 308 habitantes.

## Barangays
Magsingal cuenta con 30 barangays.
| - Alangan - Bacar - Barbarit - Bungro - Cabaroan - Cadanglaan - Caraisan - Dacutan - Labut - Maas-asin - Macatcatud - Namalpalan - Manzante - Maratudo - Miramar | - Napo - Pagsanaan Norte - Pagsanaan Sur - Panay Norte - Panay Sur - Patong - Puro (Puro Pinget) - San Basilio (Pob.) - San Clemente (Pob.) - San Julián (Pob.) - San Lucas (Pob.) - San Ramon (Pob.) - San Vicente (Pob.) - Santa Mónica - Sarsaracat |